# Telehispanic Services

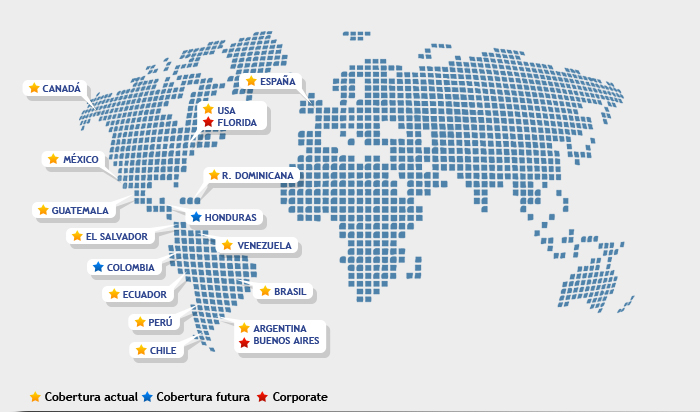
Mapa de Cobertura

Telehispanic Services es una empresa de telecomunicaciones prestadora de servicios de telefonía y comunicación internacional para los hispanos residentes en USA y el mundo que han emigrado de su país de origen, ofreciendo su servicios tanto para uso personal como para empresas con contactos y negocios en América Latina
Telehispanic Services (también denominada por su sigla THS) fue fundada en 2004 en Miami, Florida, Estados Unidos.
La empresa tiene oficinas en Miami y centros de operación en distintos países del continente americano y España. 

## Funcionamiento
Telehispanic Services otorga un servicio de llamadas de larga distancia internacional, con cabeceras en USA, Canadá, Puerto Rico, España y una gran serie de países latinoamericanos (ver mapa de cobertura). Cuenta con 4 familias de productos, de similares características: LineaHome, LineaBiz, LineaCall y LineaMobile